# Гуздек, Юзеф Ян
Юзеф Ян Гуздек (пол. Józef Jan Guzdek; 18 марта 1956, Вадовице) — польский католический епископ, генерал бригады, учёный. Доктор теологии (1998). Архиепископ — митрополит Белостока с 16 июля 2021 года. Глава военного ординариата Войска Польского с 2010 года по 2022 год.

## Служение священником и образование
Рукоположен в священники 17 мая 1981 года в Вавельском соборе в Кракове кардиналом Франтишеком Махарским.
В течение 13 лет он был приходским викарием в приходах Архиепархии Кракова, а затем в течение 4 лет был префектом Высшей духовной семинарии Кракова.
В 1998 году получил звание доктора теологии на факультете теологии Папской академии богословия в Кракове. Тема диссертации «Концепция нации и её свободы в проповедническом послании о. Иеронима Кайсевича, CR (1812—1873)».
В последующие годы занимал должности руководителя Постоянного кабинета священников Краковской архиепархии, директора Издательства св. Станислава Краковской Архиепархии, а затем ректором Высшей духовной семинарии.

## Вспомогательный епископ
14 августа 2004 года Папа Иоанн Павел II назначил его вспомогательным епископом Краковской архиепархии. Рукоположен во епископа 15 сентября 2004 года в Святилище Божьего Милосердия в Лагевниках. Девизом его служения являются слова: «In Te Domine speravi» («Я уповаю на Тебя, Господь»).
с 14 августа 2004 года по 4 декабря 2010 года — титулярный епископ Требы (Trebanus).
В 2004—2010 годах был генеральным викарием Краковской архиепархии.
В 2006 году он возглавлял рабочую группы епархии, готовившую паломничество Папы Бенедикта XVI в Польшу.

## Во главе полевого ординраиата Войска Польского

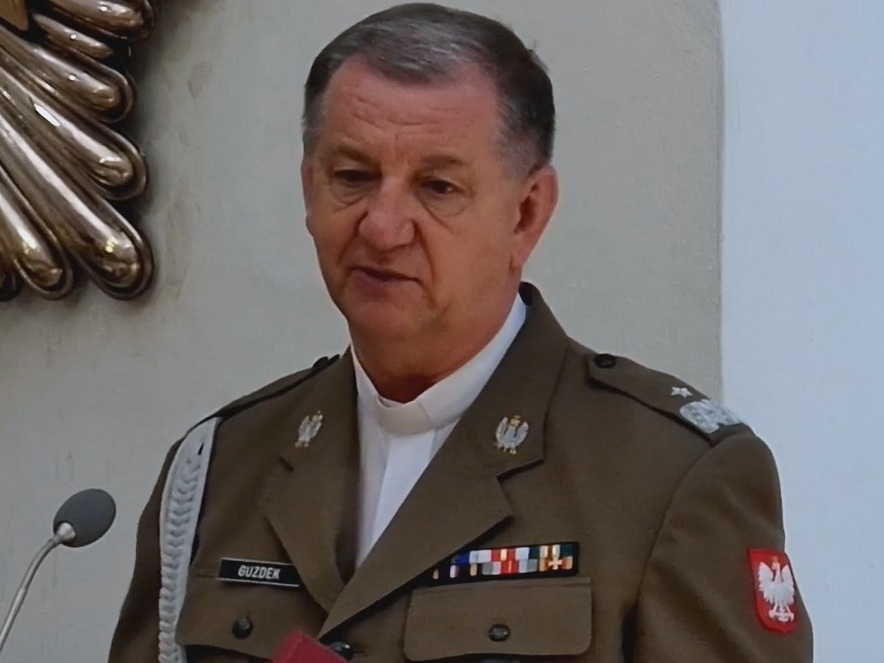
Генерал бригады Ю. Гуздек в 2021 году

4 декабря 2010 года Папа Бенедикт XVI назначил его полевым епископом Войска Польского. Вход в Полевой собор в Варшаве состоялся 19 декабря 2010 года.
В 2011 году окончил офицерские курсы в Высшей школе офицеров Войска Польского им. Генерала Тадеуша Костюшко во Вроцлаве. 1 августа 2015 года присвоено звание Генерал бригады.
Конференция польских епископов возложила на него следующие функции: заместитель председателя Совета по делам мирян (2010—2021 гг.), делегат Польского епископата по делам о пастырской заботе о ветеранах (2011-), делегат Совета Польского епископата по пастырской заботе о скаутах (2011-), делегат по пастырской заботе о полиции (2011-), делегат по пастырской заботе о железнодорожной охране (2011-) и делегат по пастырскому служению Таможенной службы (2011—2017).
20 января 2011 года решением председателя Совета Министров Республики Польша назначен членом Совета по охране памяти о борьбе и мученичестве.

## Архиепископ — митрополит Белостокский
16 июля 2021 года Папа Франциск назначил его архиепископом — митрополитом Белостока, однако, по решению Папы он нёс епископское служение в Полевом ординариате Войска Польского в качестве апостольского администратора до канонического вступления в должность преемника 12 февраля 2022 года.
3 сентября 2021 г. канонически принял Белостокскую архиепархию и начал службу митрополита Белостокского.
Торжественный вход в Кафедральный собор Успения Пресвятой Богородицы в Белостоке состоялось 4 сентября 2021 года.

## Награды
- Золотой Крест Заслуги (4 октября 2019 года)[2].
- Золотая медаль «За заслуги в области пожаротушения» (2012 год)[3].
- Золотая медаль «За заслуги перед полицией»[пол.] (2013 год)[4].
- Золотой Крест Почёта Бундесвера (ФРГ, 2018 год)[5].